# 小堀勇氣
小堀勇氣（こぼり ゆうき，1993年11月25日—），日本男子游泳运动员。石川縣出生，畢業於辰口中学校以及金澤高等學校。

## 生涯
2010年，小堀代表日本參加廣州亞運會游泳比賽的男子200米自由泳、4x200米自由泳接力及4x100米自由泳接力三個項目，奪得兩面接力銀牌。